# Квалификације за Светско првенство у фудбалу 2026 — УЕФА група Ј
Група Ј европских квалификација за Светско првенство у фудбалу 2026. се састоји од 5 репрезентација: Белгија, Велс, Северна Македонија, Казахстан и Лихтенштајн.

## Табела
| Легенда                                           |
| ------------------------------------------------- |
| Репрезентација која се квалификује у првом кругу  |
| Репрезентација која иде у бараж након првог круга |

| Табела групе Ј | Табела групе Ј     | Табела групе Ј | Табела групе Ј | Табела групе Ј | Табела групе Ј | Табела групе Ј | Табела групе Ј | Табела групе Ј | Табела групе Ј |  |                    |      |         |           |             |  | Домаћи | Домаћи | Домаћи | Домаћи | Домаћи | Домаћи | Домаћи | Гости | Гости | Гости | Гости | Гости | Гости | Гости |
|                | Репрезентација     | И              | Д              | Н              | И              | ДГ             | ПГ             | ГР             | Бод.           |  | Северна Македонија | Велс | Белгија | Казахстан | Лихтенштајн |  | И      | Д      | Н      | И      | ДГ     | ПГ     | Бод.   | И     | Д     | Н     | И     | ДГ    | ПГ    | Бод.  |
| 1.             | Северна Македонија | 4              | 2              | 2              | 0              | 6              | 2              | +4             | 8              |  | -                  | 1:1  | 1:1     |           |             |  | 2      | 0      | 2      | 0      | 2      | 2      | 2      | 2     | 2     | 0     | 0     | 4     | 0     | 6     |
| 2.             | Велс               | 4              | 2              | 1              | 1              | 10             | 6              | +4             | 7              |  |                    | -    |         | 3:1       | 3:0         |  | 2      | 2      | 0      | 0      | 6      | 1      | 6      | 2     | 0     | 1     | 1     | 4     | 5     | 1     |
| 3.             | Белгија            | 2              | 1              | 1              | 0              | 5              | 4              | +1             | 4              |  |                    | 4:3  | -       |           |             |  | 1      | 1      | 0      | 0      | 4      | 3      | 3      | 1     | 0     | 1     | 0     | 1     | 1     | 1     |
| 4.             | Казахстан          | 3              | 1              | 0              | 2              | 3              | 4              | -1             | 3              |  | 0:1                |      |         | -         |             |  | 1      | 0      | 0      | 1      | 0      | 1      | 0      | 2     | 1     | 0     | 1     | 3     | 3     | 3     |
| 5.             | Лихтенштајн        | 3              | 0              | 0              | 3              | 0              | 8              | -8             | 0              |  | 0:3                |      |         | 0:2       | -           |  | 2      | 0      | 0      | 2      | 0      | 5      | 0      | 1     | 0     | 0     | 1     | 0     | 3     | 0     |

## Резултати
| Лихтенштајн | 0:3    | Северна Македонија                       |
| ----------- | ------ | ---------------------------------------- |
|             | Детаљи | Трајковски 7’ · Муслиу 42’ · Миовски 84’ |

| Велс                                | 3:1    | Казахстан             |
| ----------------------------------- | ------ | --------------------- |
| Џејмс 9’ · Дејвис 47’ · Матондо 90’ | Детаљи | Тагиберген 32’ (пен.) |

| Лихтенштајн | 0:2    | Казахстан                    |
| ----------- | ------ | ---------------------------- |
|             | Детаљи | Самородов 42’ · Марочкин 45’ |

| Северна Македонија | 1:1    | Велс        |
| ------------------ | ------ | ----------- |
| Миовски 90+1’      | Детаљи | Брукс 90+6’ |

| Северна Македонија | 1:1    | Белгија       |
| ------------------ | ------ | ------------- |
| Алиоски 86’        | Детаљи | Де Кујпер 28’ |

| Велс                             | 3:0    | Лихтенштајн |
| -------------------------------- | ------ | ----------- |
| Родон 40’ · Вилсон 65’ · Мур 68’ | Детаљи |             |

| Казахстан | 0:1    | Северна Македонија |
| --------- | ------ | ------------------ |
|           | Детаљи | Трајковски 33’     |

| Белгија                                                            | 4:3    | Велс                                         |
| ------------------------------------------------------------------ | ------ | -------------------------------------------- |
| Ромелу Лукаку 15’ (пен.) · Тилеманс 19’ · Доку 27’ · Де Бројне 88’ | Детаљи | Вилсон 45+7’ (пен.) · Томас 51’ · Џонсон 70’ |

| Казахстан | v      | Велс |
| --------- | ------ | ---- |
|           | Детаљи |      |

| Лихтенштајн | v      | Белгија |
| ----------- | ------ | ------- |
|             | Детаљи |         |

| Северна Македонија | v      | Лихтенштајн |
| ------------------ | ------ | ----------- |
|                    | Детаљи |             |

| Белгија | v      | Казахстан |
| ------- | ------ | --------- |
|         | Детаљи |           |

| Казахстан | v      | Лихтенштајн |
| --------- | ------ | ----------- |
|           | Детаљи |             |

| Белгија | v      | Северна Македонија |
| ------- | ------ | ------------------ |
|         | Детаљи |                    |

| Северна Македонија | v      | Казахстан |
| ------------------ | ------ | --------- |
|                    | Детаљи |           |

| Велс | v      | Белгија |
| ---- | ------ | ------- |
|      | Детаљи |         |

| Казахстан | v      | Белгија |
| --------- | ------ | ------- |
|           | Детаљи |         |

| Лихтенштајн | v      | Велс |
| ----------- | ------ | ---- |
|             | Детаљи |      |

| Белгија | v      | Лихтенштајн |
| ------- | ------ | ----------- |
|         | Детаљи |             |

| Велс | v      | Северна Македонија |
| ---- | ------ | ------------------ |
|      | Детаљи |                    |

## Стрелци
4 гола
|  |  |  |

3 гола
|  |  |  |

2 гола
| - Хари Вилсон | - Александар Трајковски | - Бојан Миовски |

1 гол
| - Жереми Доку - Јури Тилеманс - Кевин де Бројне - Максим Де Кујпер - Ромелу Лукаку - Бен Дејвис | - Бренан Џонсон - Данијел Џејмс - Дејвид Брукс - Кифер Мур - Раби Матондо - Сорба Томас | - Џо Родон - Александар Марочкин - Аскат Тагиберген - Максим Самородов - Висар Муслиу - Езђан Алиоски |

Аутогол
|  |  |  |